# Charlie Countryman
Charlie Countryman é um filme de comédia romântica de ação de 2013 dirigida por Fredrik Bond, escrito por Matt Drake, e estrelado por Shia LaBeouf, Rupert Grint, Evan Rachel Wood, Mads Mikkelsen e Til Schweiger. O filme estreou em 21 de janeiro de 2013 no Festival Sundance de Cinema de 2013 e foi exibido em competição no 63º Festival Internacional de Berlim. O filme foi lançado 15 de novembro, 2013, nos Estados Unidos e é definido para ser lançado em 14 de fevereiro de 2014 no Reino Unido.

## Sinopse
Charlie Countryman (LaBeouf) é apenas um cara normal até que ele conhece e se apaixona por Gabi (Wood), uma garota romena depois que ele se senta ao lado de seu pai em um plano que resultou na sua morte. Mas Gabi é casada com Nigel (Mikkelsen), um chefão do crime violento e mentalmente instável, com uma gangue de bandidos à sua disposição. Armados com pouco mais do que a sua inteligência e charme ingênuo, Charlie sofre uma surra com hematomas após o outro tentar conquistar Gabi e mantê-la fora de perigo. Finalmente, suas façanhas valentes criam uma bagunça que lhe deixou com apenas uma saída; Para salvar a garota de seus sonhos - ele tem que morrer.

## Elenco
- Shia LaBeouf como Charlie Countryman
- Evan Rachel Wood como Gabi Banyai
- Rupert Grint como Carl
- Mads Mikkelsen como Nigel
- Til Schweiger como Darko
- Vincent D'Onofrio como Bill
- Melissa Leo como Kate Countryman
- Vanessa Kirby como Felicity
- James Buckley como Luke
- Montserrat Lombard como Madison
- Lachlan Nieboer como Ted
- Adrian Pavlovschi como Pedrag
- Cosmin Padureanu como Bosko
- Cristian Nicolae como Craig
- John Hurt como Narrador

## Produção

### Pré-produção
No desenvolvimento inicial, Shia LaBeouf desistiu do projeto e no papel-título foi brevemente dado a Zac Efron antes de LaBeouf retornar ao projeto em agosto de 2010.

### Filming
As filmagens ocorreram entre maio e junho de 2012 e filmado na Romênia.
LaBeouf admitiu ter usado LSD durante as filmagens de cenas com LSD. De acordo com LaBeouf, ele teve de viajar no LSD para realmente entrar na cabeça de seu caráter e de imitar alguns dos seus heróis de atuação. "Ás vezes as coisas precisam ficar reais", disse o ator, que se inspirou em nomes consagrados para justificar sua ação. "Sean Penn realmente se amarrou àquela cadeira elétrica de Dead Man Walking. Esses são caras em que me inspiro".

## Recepção
Charlie Countryman tem recebido críticas negativas por parte dos críticos, uma vez que detém actualmente uma classificação de 29% no Rotten Tomatoes, baseado em 45 opiniões.